# Цюрих-Головний
47°22′41″ пн. ш. 8°32′25″ сх. д. / 47.378169444444° пн. ш. 8.5401777777778° сх. д.
Цюрих-Головний (нім. Zürich Hauptbahnhof) — найбільша залізнична станція Швейцарії. 
Цюрих є головним залізничним вузлом, звідки здійснюють рейси до та з усієї Швейцарії та сусідніх країн, таких як Німеччина, Італія, Австрія та Франція. 
Спочатку станція була побудована як кінцева станція Spanisch Brötli Bahn, перша залізниця, побудована повністю в межах Швейцарії. 
Цюрих-Головний, обслуговує до 2915 поїздів на день, є однією із найзавантаженіших залізничних станцій у світі та визнаний другим найкращим європейським залізничним вокзалом у 2020 році. 

Станція розташована на північному кінці Альтштадту, у центрі Цюриха, біля місця злиття річок Ліммат і Зіль, на кількох рівнях, з платформами як на землі, так і під землею, і сполучені між собою підземними переходами та торговим центром ShopVille. 
Зіль проходить через станцію в тунелі із залізничними коліями вгорі та внизу. 
Залізнична станція простягається приблизно на 4 км на захід.
Станція включена до Швейцарського переліку культурних цінностей національного значення.

## Історія

### Перша станція

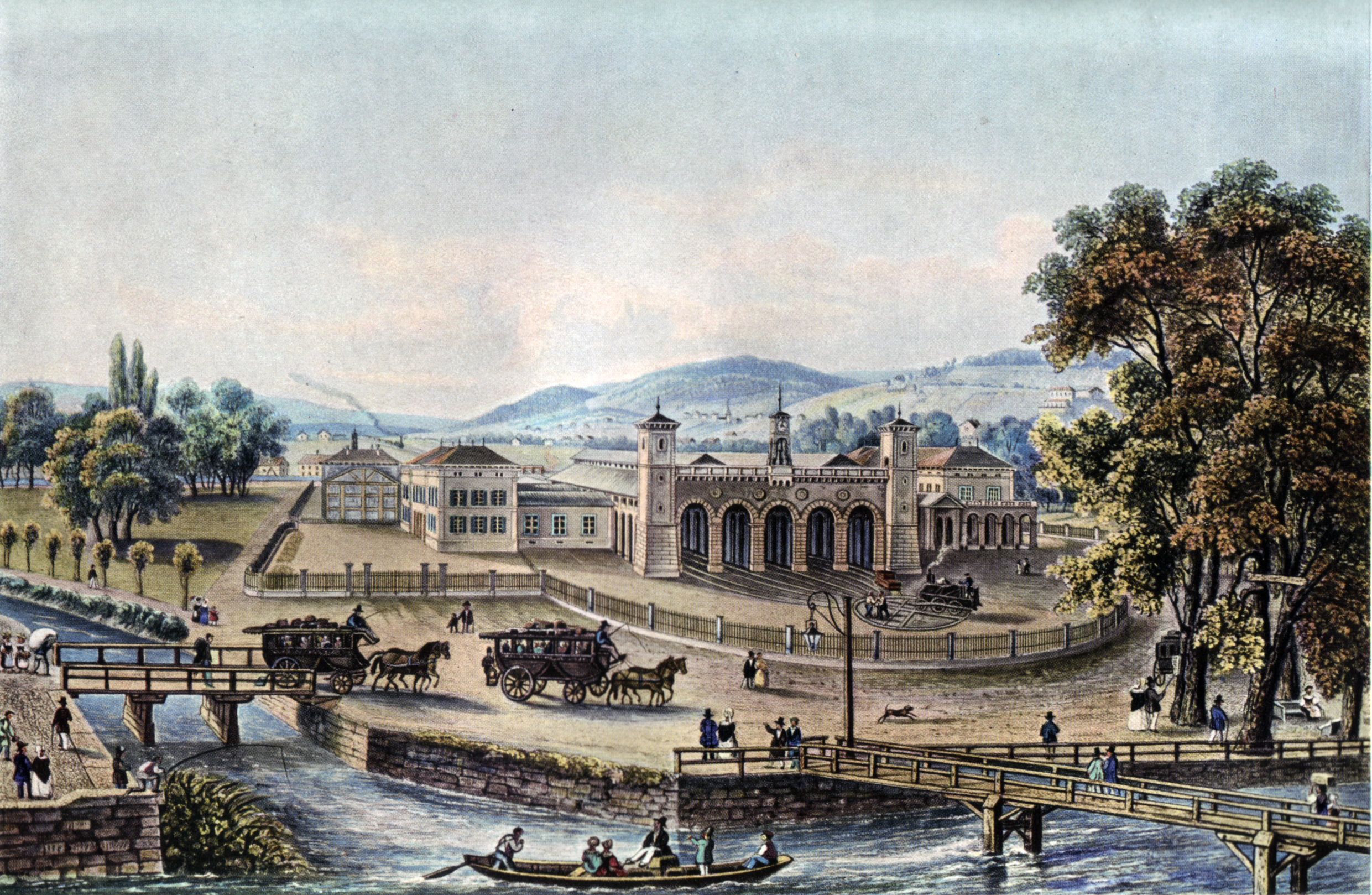
Вид на першу станцію 1847 року

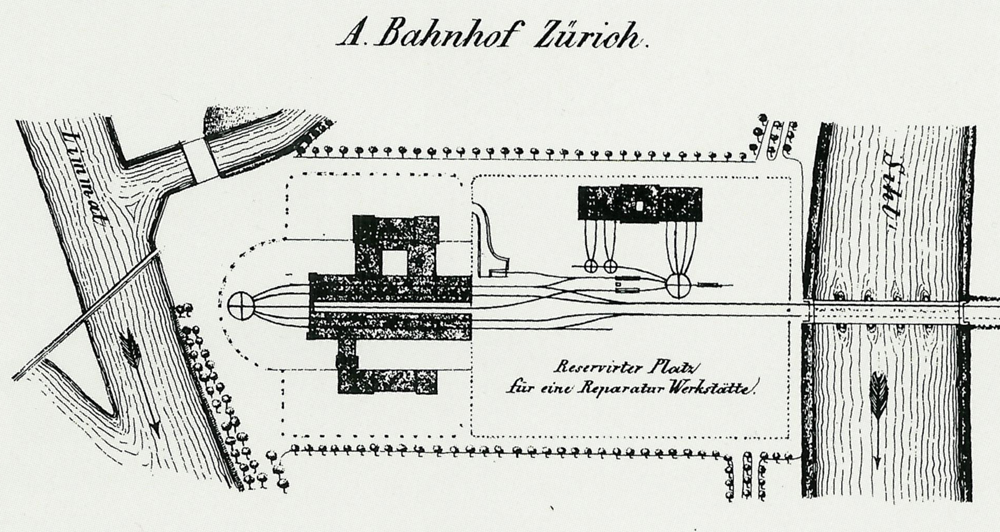
План першої станції 1847 року

Перший залізничний вокзал Цюриха був побудований Густавом Альбертом Вегманом на північно-західній околиці міста. 
Він займав ділянку землі між річками Ліммат і Зіль, і поїзди діставалися до нього із заходу через міст через Зіль. 
У східному кінці станції був поворотний круг, що використовувався для повороту локомотивів.
Цей базовий макет кінцевої станції, з усіма потягами, що прибували із заходу, мав визначити базовий дизайн станції на наступні 143 роки.
Нова станція спочатку була кінцевою станцією швейцарської Північної залізниці, яку частіше називають «Spanisch-Brötli-Bahn», що відкрилася 9 серпня 1847 року і сполучила Цюрих з Баденом. 
Спочатку залізничні лінії на станції були прокладені з колією 1600 мм, можливо тому, що така ж колія використовувалася на тогочасній сусідній державній залізниці Великого герцогства Баден. 

З моменту відкриття станції залізниці північної Швейцарії швидко розвивалися, і до 1853 року Швейцарська Північна залізниця була об’єднана в Швейцарську Північно-Східну залізницю (нім. Schweizerische Nordostbahn; NOB). 
Також в 1853 році колії на станції перешиті на стандартну колію (1435 мм), що досі використовується всіма лініями на станції. 
У 1856 році NOB завершив будівництво залізниці від станції до Вінтертура через Віпкінгенський тунель і Ерлікон. 
У 1858 році NOB завершила залізницю від Бадена через Бругг до Аарау, де вона сполучена зі Швейцарською центральною залізницею (нім. Schweizerische Centralbahn; SCB), таким чином забезпечуючи сполучення з Базелем, Золотурном і Лозанною.
Після планування подальших залізниць стало зрозуміло, що станція 1847 року недостатньо велика. 
Було розпочато реконструкцію, щоб задовольнити збільшені транспортні потреби Цюриха, хоча на тому ж місці та з використанням того самого основного проєкту.

### Станція 1871 року

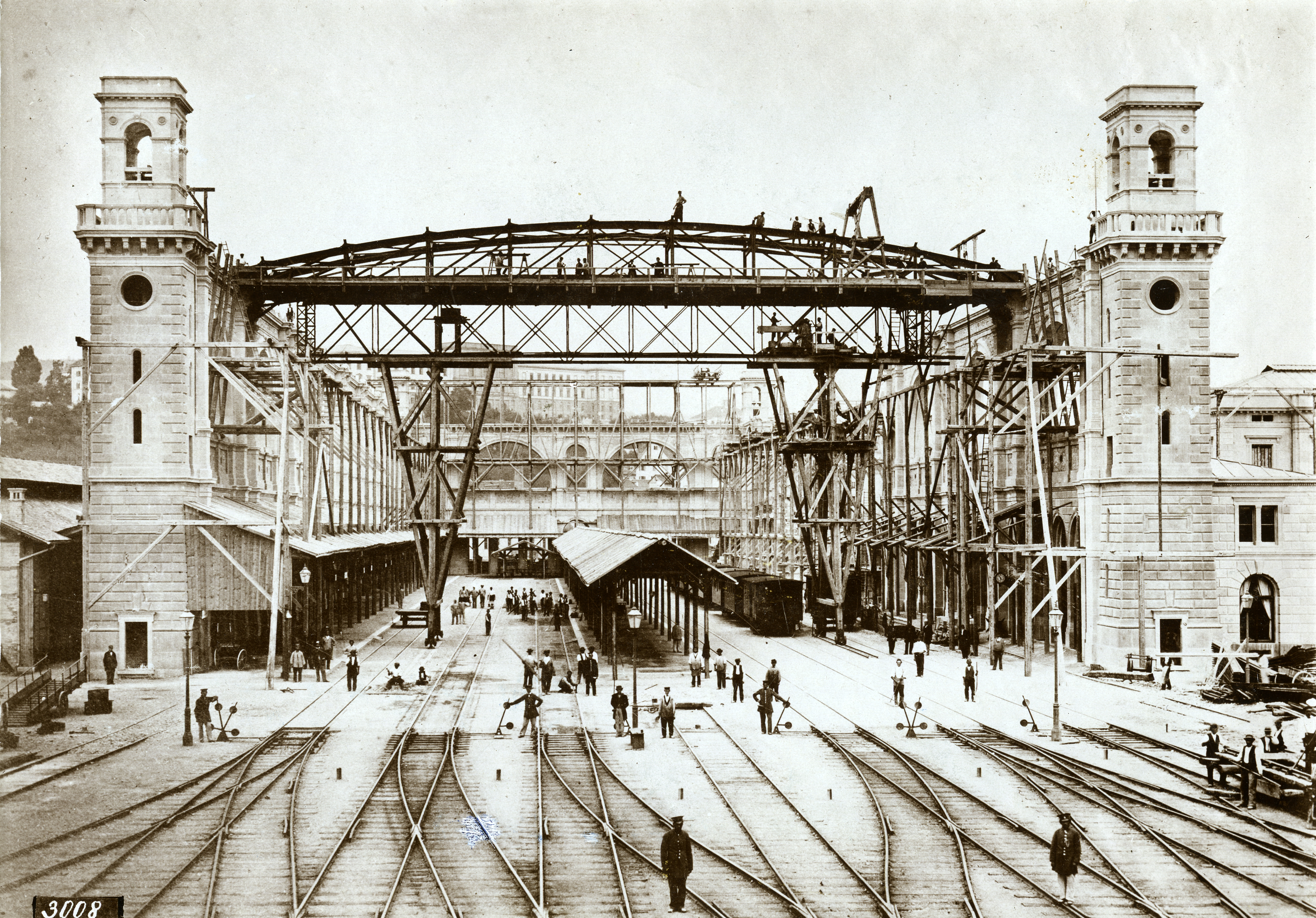
Будівництво зала перонового в 1870 році.

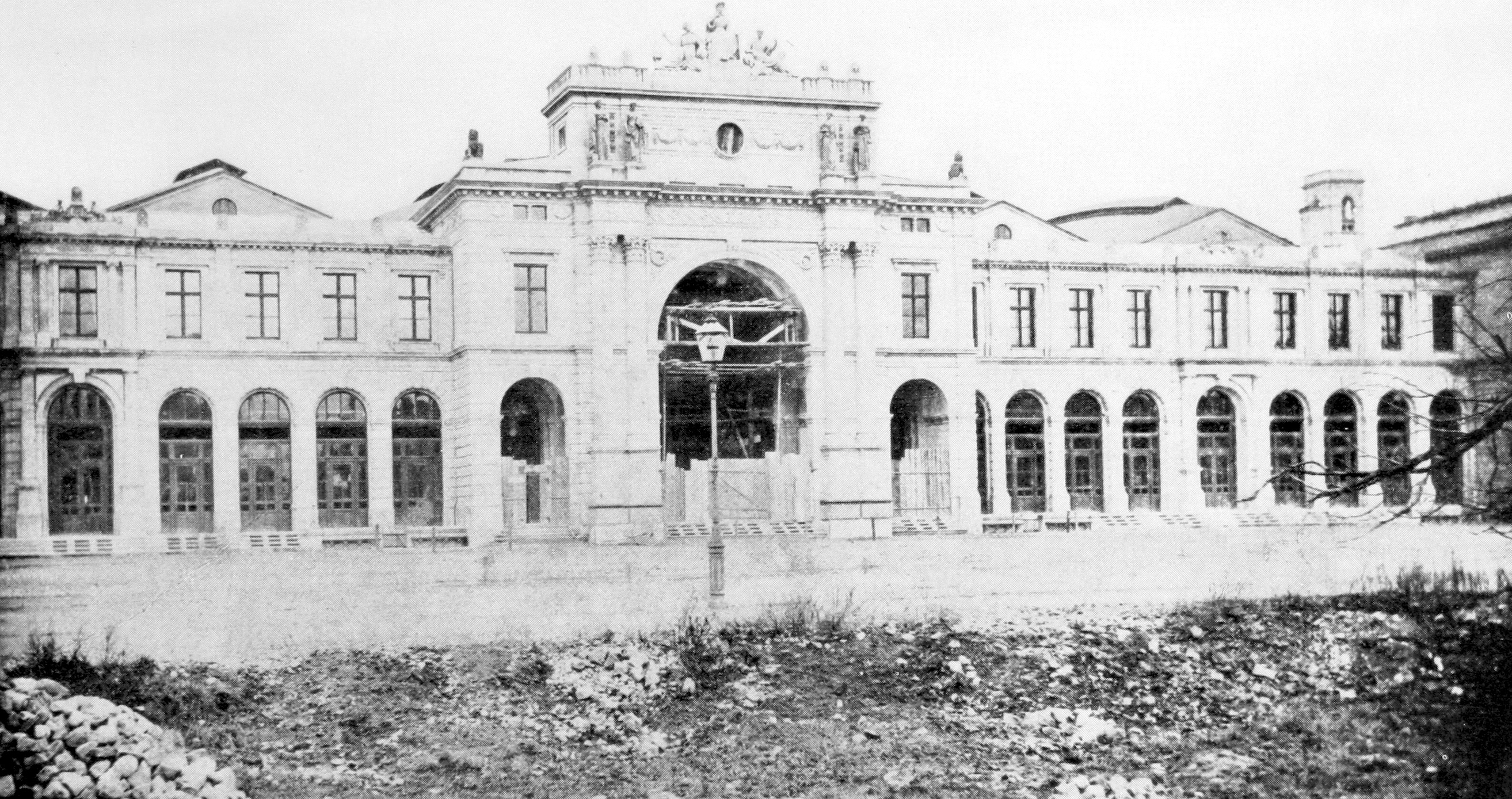
Фото нового вокзалу в 1871.

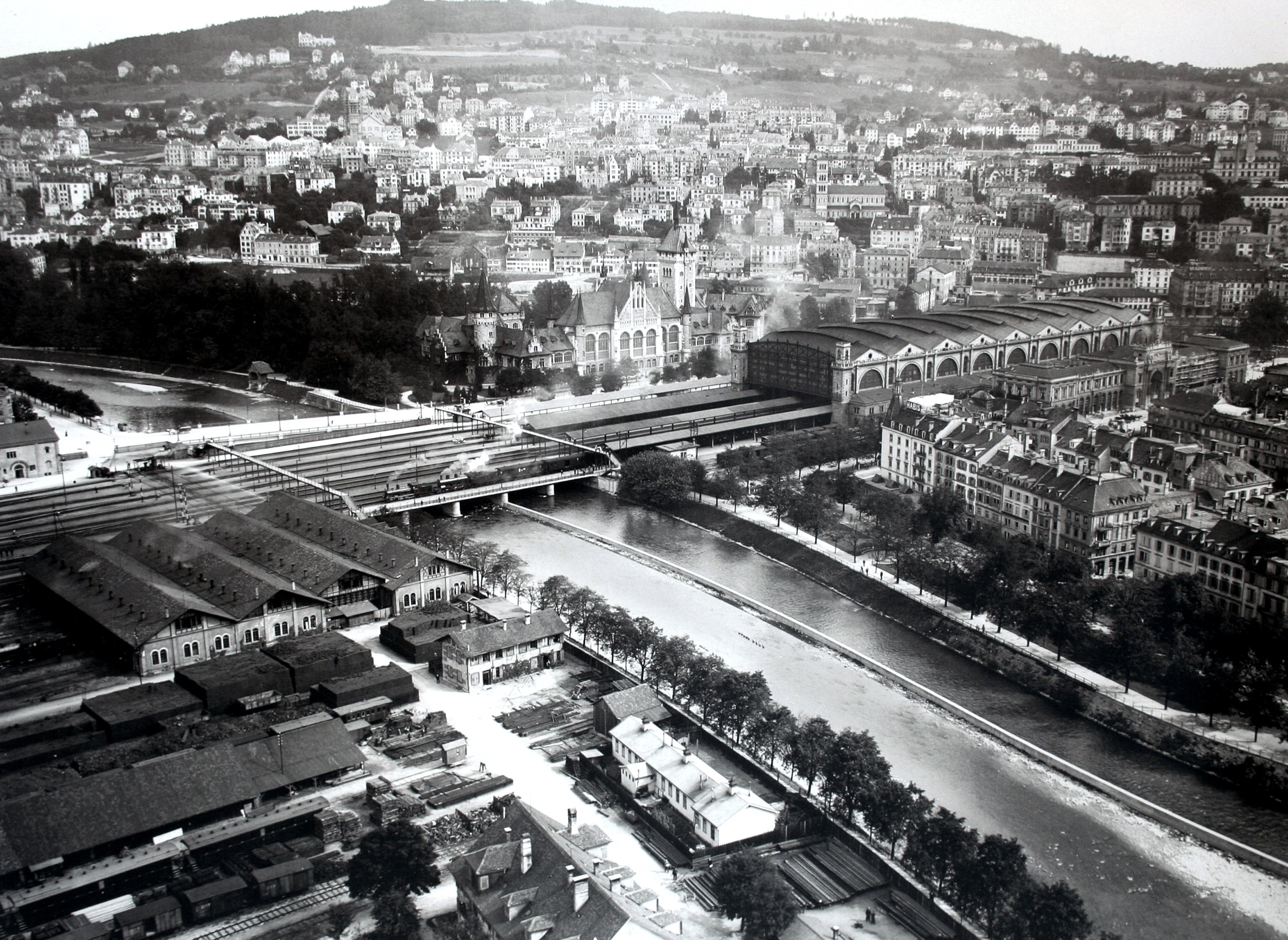
Вокзал на фото Едуарда Спелтеріні, бл. 1907 рік.

В 1871 році за проєктом архітектора Якоба Фрідріха Ваннера було відкрито нову будівлю вокзалу. Його головний вхід є тріумфальною аркою, що виходить на кінець новозбудованої тоді Бангофштрассе. 
Перед аркою стоїть пам'ятник піонеру залізниці Альфреду Ешеру. 
Розкішна неоренесансна будівля з пісковику має багато декоровані вестибюлі та атріуми, ресторани та зали. 
Спочатку в ньому розташовувалася штаб-квартира Schweizerische Nordostbahn (NOB). 
Зал пероновий, перекритий залізними фермами, спочатку охоплював шість колій. 
Його кам'яні стіни з арками та арковими вікнами створювали просте, монументальне враження простору.
У 1893 році станція перейменована на Цюрих-Головний, щоб відбити тогорічне включення багатьох передмість Цюриха в розширений муніципалітет. 
У 1902 році, коли Швейцарські федеральні залізниці (SBB) взяли на себе контроль над швейцарським центральним залізничним транспортом і NOB, колії всередині східного кінця перонового зала були підняті через брак місця. 
Відтоді ці колії закінчувалися безпосередньо на північ від Бангофштрассе. 
Також в 1902 році на північ від перонового зала було додано ще чотири колії та північне крило з рестораном і залізничною поштою. 
У вільному місці, що залишилося всередині перонового зала, побудували нові приміщення для обробки багажу.
18 лютого 1916 року SBB вирішили, що електрифікація його мережі здійснюватиметься однофазною системою змінного струму високої напруги, яка досі використовується на всіх маршрутах. 
5 лютого 1923 року була введена в експлуатацію електрифікована залізниця Цуг – Цюрих, перша електрифікована лінія до Цюриха. 
До 1927 року всі маршрути від центральної залізничної станції Цюриха були електрифіковані.
У 1933 році було створено простий зал станції та зал пероновий із заліза та скла з сімома з половиною арками, які покривали 16 колій. 
Під час цих робіт головний зал пероновий був скорочений на два сегменти.
У 1940-х роках лінія між Цюрихом і Женевою слугувала «маршрутом параду». 
Перший легкий швидкісний потяг почав працювати на цьому маршруті в 1937 році. 
До 11 червня 1960 року мережа SBB була переважно електрифікована. 
У наступному році компанія SBB представила свої перші чотирисистемні електропоїзди під маркою Trans Europ Express, що підвищило міжнародне значення станції Цюрих-Головний.
У 1963 році приблизно за 500 м до конкорсу у дворі вокзалу було споруджено шестиповерховий бетонний куб. 
Його спроєктував архітектор SBB Макс Фогт, і з 1966 року він є домівкою для «Zentralstellwerk Zürich» (центральний контроль сигналізації). 
Сучасна на той час система блокування з релейним керуванням замінила децентралізовану механічну та електрично-механічні сигнальні коробки у горловині станції, включаючи Stellwerk «Seufzerbrücke», що охоплювала всю горловину станції на схід від Лангштрассе.
Величезний станційний двір з його платформними коліями та будівлею вокзалу є вузьким місцем для міста Цюрих. 
Ліммат і Зіль були ще одними вузькими місцями, і поєднання цих трьох проблем призвело до заторів в 1950-х і 1960-х роках. 
Паралельно були плани щодо підземної станції. 
Попри те, що люди проголосували проти цього в 1962 році, Департамент цивільного будівництва міста вже почав переобладнання Бангофплац для можливої підземної станції.

### ShopVille та S-Bahn

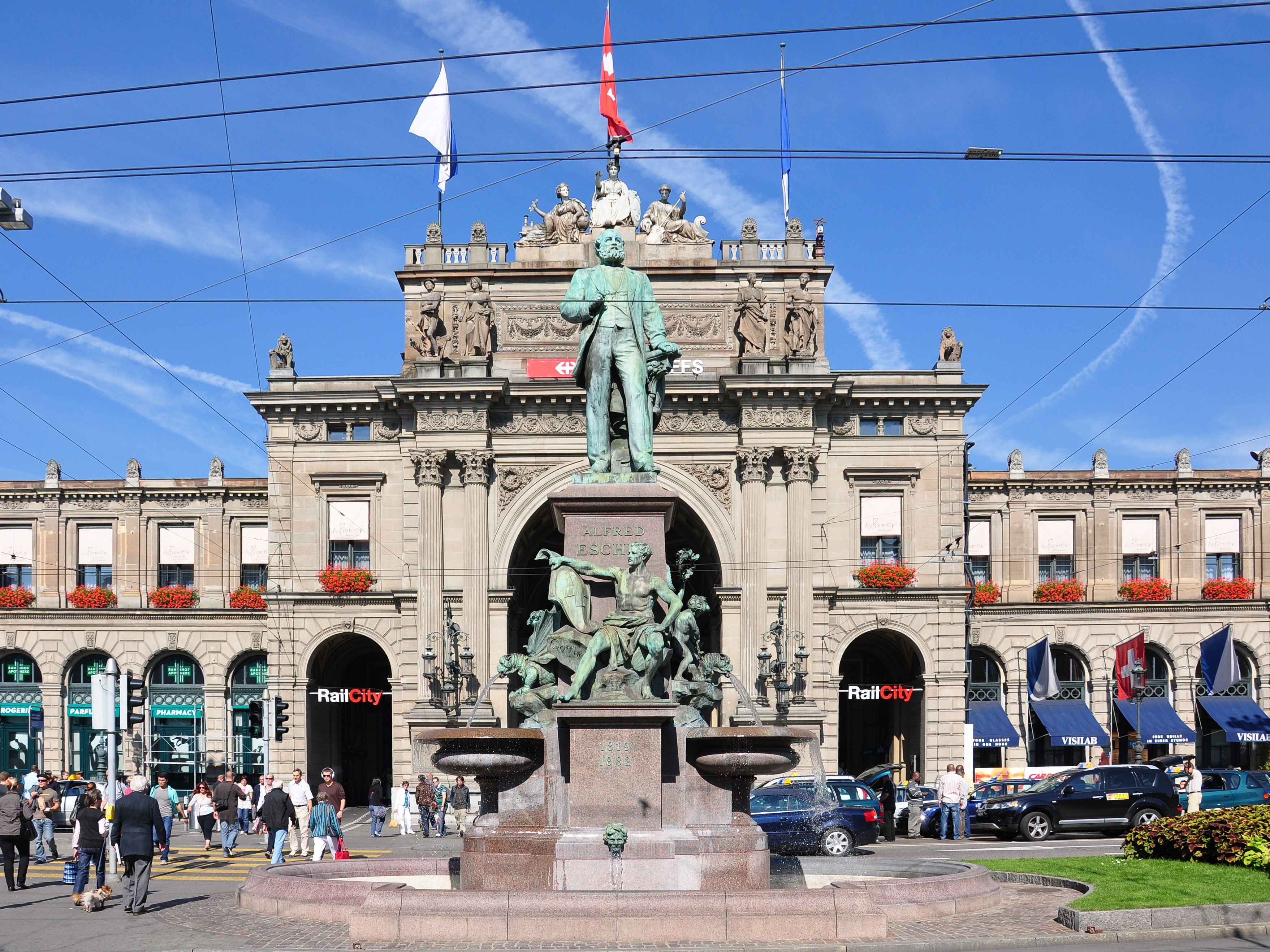
Вид з Бангофштрассе з монументальним фонтаном Річарда Кісслінга, який зображує Альфреда Ешера на передньому плані.

1 жовтня 1970 року було завершено будівництво Бангофплац, а також пішохідної та торгової аркади ShopVille. 
Після відкриття Привокзальна площа  стала вільною пішохідною зоною, а підземний ShopVille — єдиним доступом до станції. 
Всупереч очікуванням, ShopVille спочатку не здобув популярності мешканців Цюриху, які в 1973 році ще більш рішуче проголосували за відмову від системи метро.
У 1980-х ShopVille став центром торгівлі наркотиками через близькість до Автономного молодіжного центру Цюриха. 
Його найгірший час був наприкінці десятиліття, коли мандрівники уникали всіх його частин, крім залу та трамвайної зупинки. 
Однак розв'язання цієї проблеми було передбачуваним, оскільки 29 листопада 1981 року люди погодилися на будівництво Zürich S-Bahn і продовження Sihltal Zürich Uetliberg Bahn до головного вокзалу.
Тунель Гіршенграбен завдовжки 2,1 км був побудований для S-Bahn від Цюрих-Головний до Цюрих-Штадельхофен. 
Ця нова лінія далі продовжується через Цюрихберзький тунель до Штетбаха, де має сполучення з чинними лініями до Дітлікона та Дюбендорфа. 
 
На станції Цюрих-Головний було побудовано дві підземні станції. 
Для S-Bahn була побудована чотириколійна станція з робочою назвою Музоїмштрассе, а Sihltal Zürich Uetliberg Bahn було розширено до станції Цюрих-Головний ЗЦІ, яка колись була призначена для так і не реалізованого U-Bahn.
Відкриття S-Bahn відбулося 27 травня 1990 року, і відтоді пасажі ShopVille сполучають дві підземні станції з головним холом. 
Чорно-білі смугасті мармурові стіни та гранітна підлога є головними рисами дизайну одного з найбільших торгових центрів Швейцарії. 
У 1996 році головний зал був очищений від тимчасових закладів. 
У 1997 році пероновий зал був обладнаний з обох сторін скатними дахами на похилих бетонних опорах за проєктом місцевих архітекторів Марселя Мейлі та Маркуса Пітера.

### Станція Левенштрассе

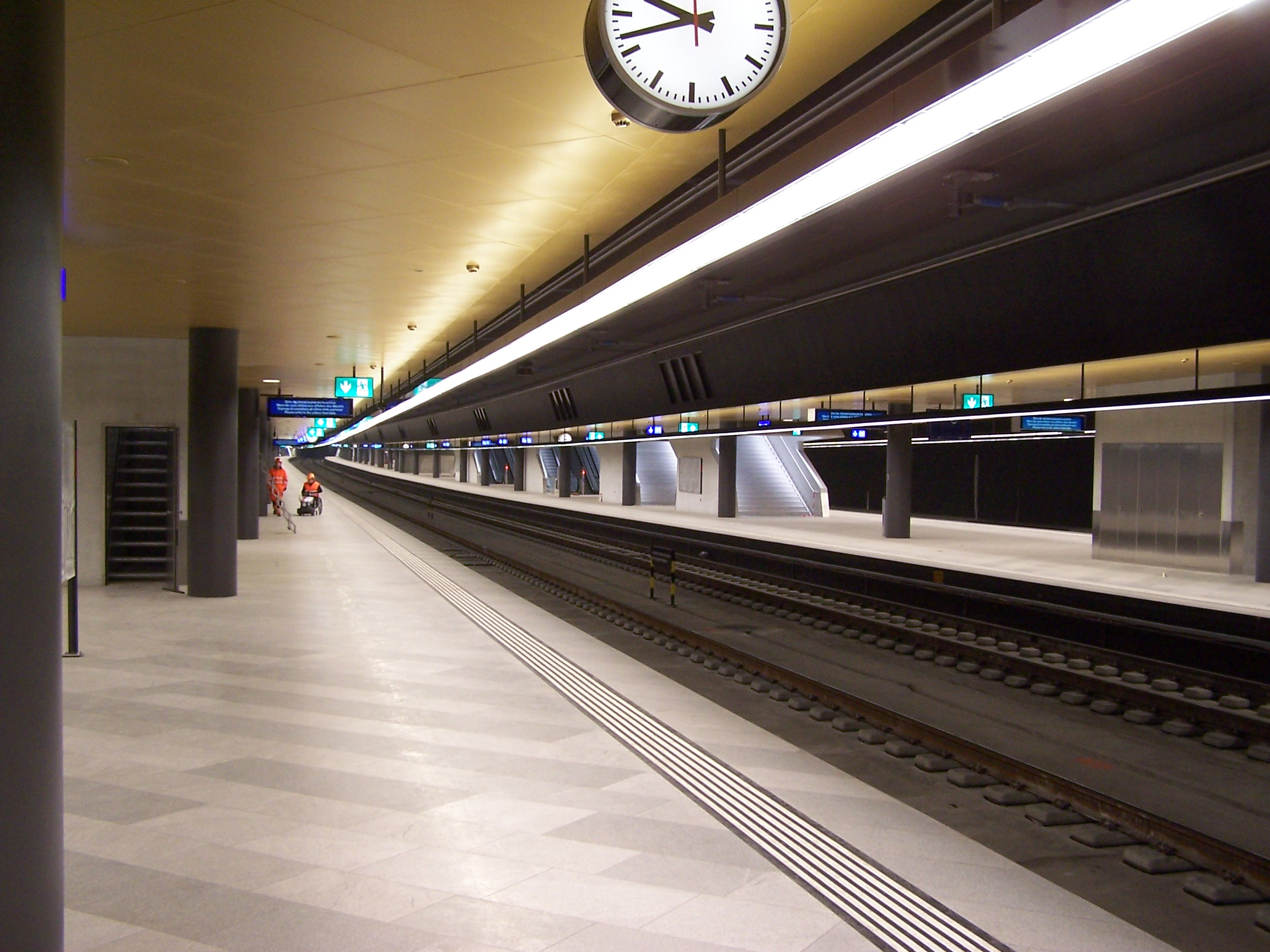
Станція Левенштрассе у березні 2014 року

Під час планування S-Bahn і проєкту довгомагістральних перевезень Rail 2000 виникла ідея будівництва Вайнберзького тунелю, наскрізного маршруту від Цюрих-Головний до Цюрих-Ерлікона. 
Ця пропозиція спочатку була відкладена, але великий успіх S-Bahn призвів до розширення послуг і, як наслідок, до обмеження пропускної здатності. Були розроблені плани розширення існуючих залізничних ліній у Цюриху на північ, але це наштовхнулося на опір населення, яке проживало поблизу цих залізничних ліній. 
Як альтернативу було запропоновано і підтверджено референдумом будівництво Вайнберзького тунелю та чотирьох додаткових підземних колій на Цюрих-Головний.
У 2002 році було проведено архітектурний конкурс на нову транзитну станцію Левенштрассе, який виграв архітектор Жан-П’єр Дюріг. 
22 грудня 2006 року Федеральне відомство транспорту схвалило будівництво тунелю та третьої підземної чотириколійної станції Левенштрассе. 
У вересні 2007 року почалося будівництво проєкту під назвою «Durchmesserlinie» (скрізь міське сполучення). 
14 червня 2014 року відбулося відкриття нових платформ і тунелів.
Нова лінія прямує від залізничної станції Цюрих-Альтстеттен, перетинає горловину станції Цюрих-Головний через міст та веде до підземної станції Левенштрассею 
Звідти він проходить через новий Вайнберзький тунель завдовжки приблизно 5 км у довгому лівому повороті під існуючою лінією Цюрих-Головний–Штадельгофен та закінчується на рівні порталів існуючого Випкингерзького тунелю в Ерліконі, де з’єднується з лініями, що прямують на північ, включаючи лінію до аеропорту Цюриха та Вінтертура . 

У 2007 році SBB і Deutsche Bahn уклали договір-партнерство між Цюрих-Головний і Берлін-Головний, щоб сприяти обміну знаннями між операторами станцій подібного розміру. 

## Опис

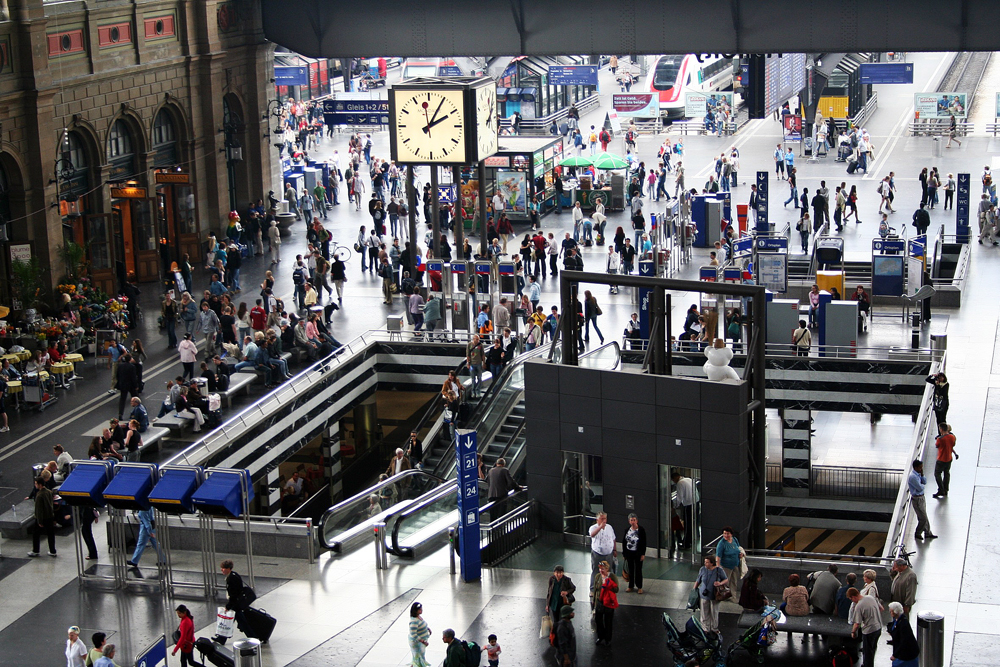
Вид згори на жваву Гауптгалле, Квергалле та наземні платформи видно лише у верхній частині кадру

Станція розташована на північному краю центру міста (у напрямку схід-захід) та на північному кінці Бангофштрассе, головної торговельної вулиці міста. 
Розділена на три основні рівні, на першому рівні розташовано шістнадцять колій та головний зал вокзалу. 
Нижче цього рівня є низка пішохідних переходів, торговий центр ShopVille і річище Зіль. 
На найнижчому рівні та паралельно платформам термінала на рівні землі розташовано десять підземних колій, з яких дві тупикові та вісім наскрізних. 
Головний зал вокзалу складається з двох секцій. 
На схід знаходиться Гауптгалле (Головний зал), який був залізничним вокзалом 1871 року, але зараз є простір для руху пішоходів. 
Гауптгалле оточений з трьох сторін будівлями станцій, а на заході він виходить на Квергалле (Хрестовий зал), що простягається через верхню частину наземних платформ термінала. 
Ці платформи, що складаються з двох берегових платформ і семи острівних платформ, захищені залізничним залом пероновим, побудованим у 1933 році, і обслуговуються коліями 3 — 18. 

На середньому рівні станцію з півночі на південь перетинають чотири пішохідні переходи. 
Східні три з них Пассаге-Бангофштрассе, Пассаге-Левенштрассе та Пассаге-Геснералле, утворюють єдиний комплекс із торговим комплексом ShopVille і забезпечують прямий доступ до всіх платформ станції, а також до прилеглих вулиць. 
Проміжний підземний рівень, безпосередньо під Гауптгалле, з'єднує ці проходи з залом. 
Найзахідніший прохід, Пассаге-Зільквай, лежить на захід від річки Зіль, що тече під станцією з півночі на південь на тому ж рівні, що й проходи. Через наявність річища Пассаге-Зільквай не має прямого сполучення з іншими проходами, але він має сполучення з вулицями на північ і південь від станції, а також з усіма платформами, крім тієї, що обслуговує колії 21 і 22. 

На найнижчому рівні є три групи підземних платформ. 
Найпівденнішими є тупикові колії 21 і 22 станції Цюрих-Головний SZU, з єдиною острівною платформою, доступною лише для поїздів на лініях Ютлібергбан і Зільтальбан SZU. 
На північ від них розташовані дві острівні платформи, що обслуговують колії 31-34, знані як станція Левенштрассе, що сполучені із західними залізничними підходами до станції та зі східним підходом через Вайнберзький тунель  від станції Ерлікон. 
На деякій відстані на північ від них є ще дві острівні платформи, що обслуговують колії 41-44, знані як станція Музоїмштрассе, що також сполучена із західними підходами до станції та зі східним підходом через Гіршенграбенщький тунель від станції Цюрих-Штадельгофен. 

## Операції

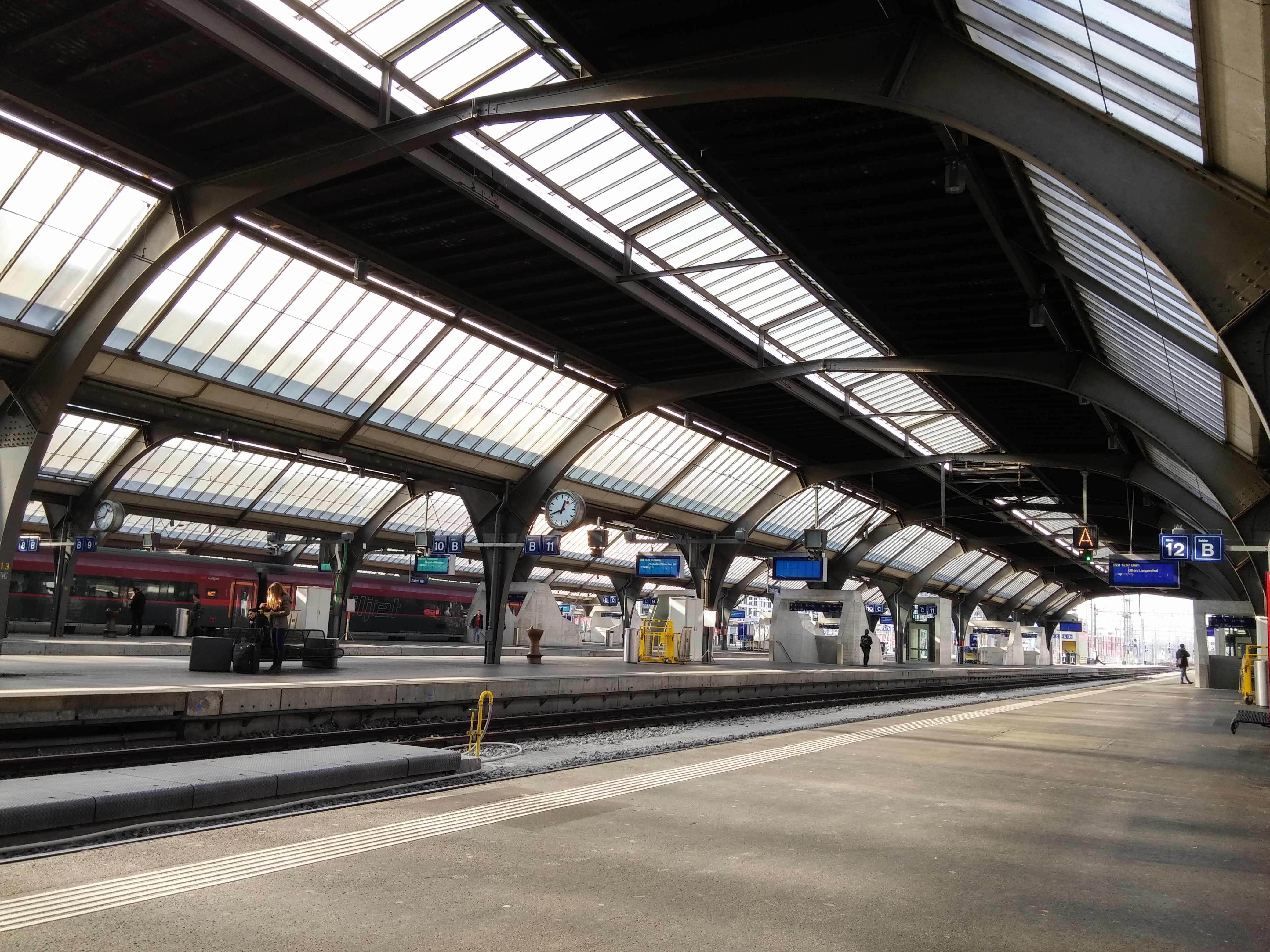
Наземні платформи (3-18)

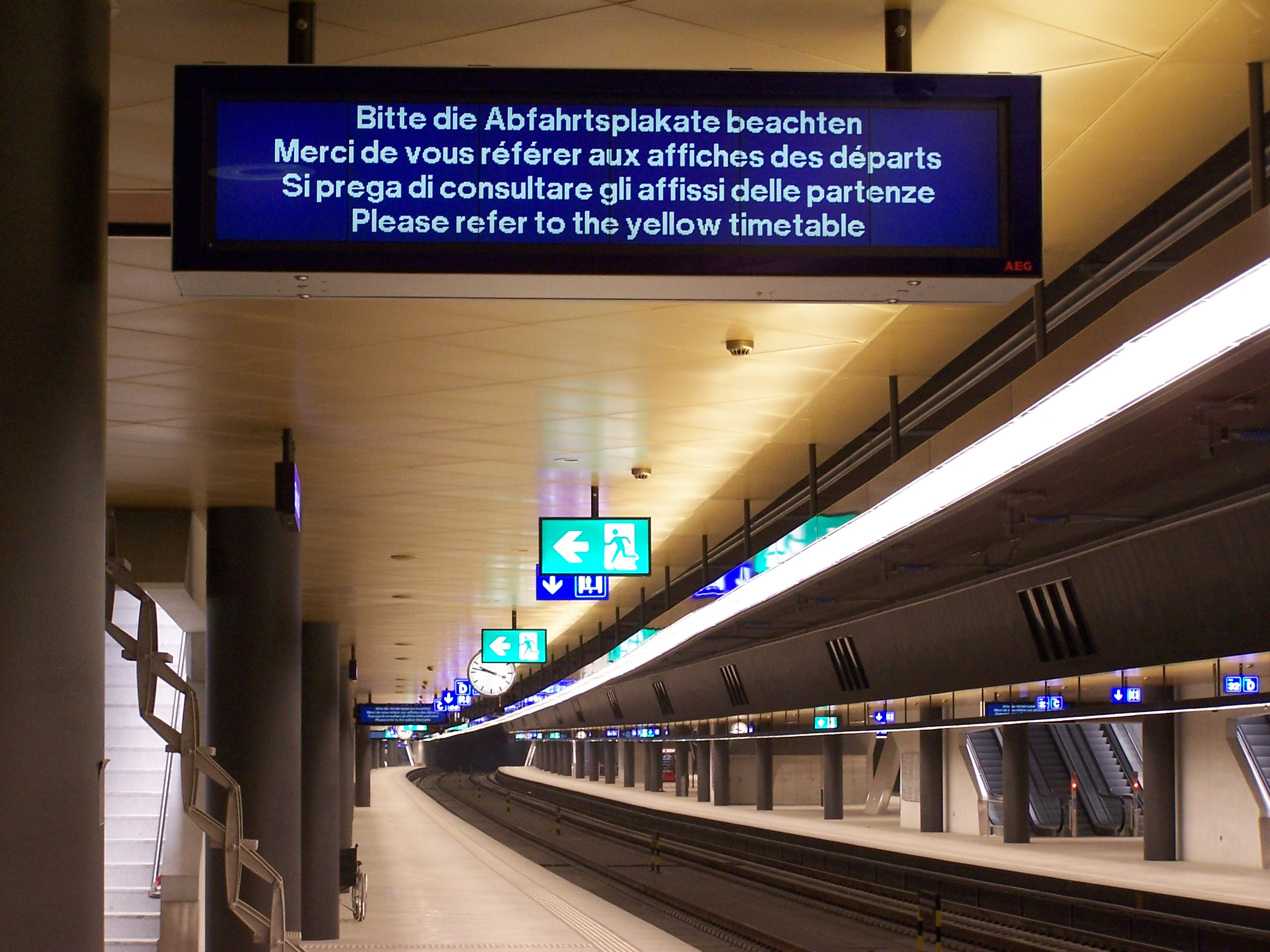
Платформи Левенштрассе (31-34)

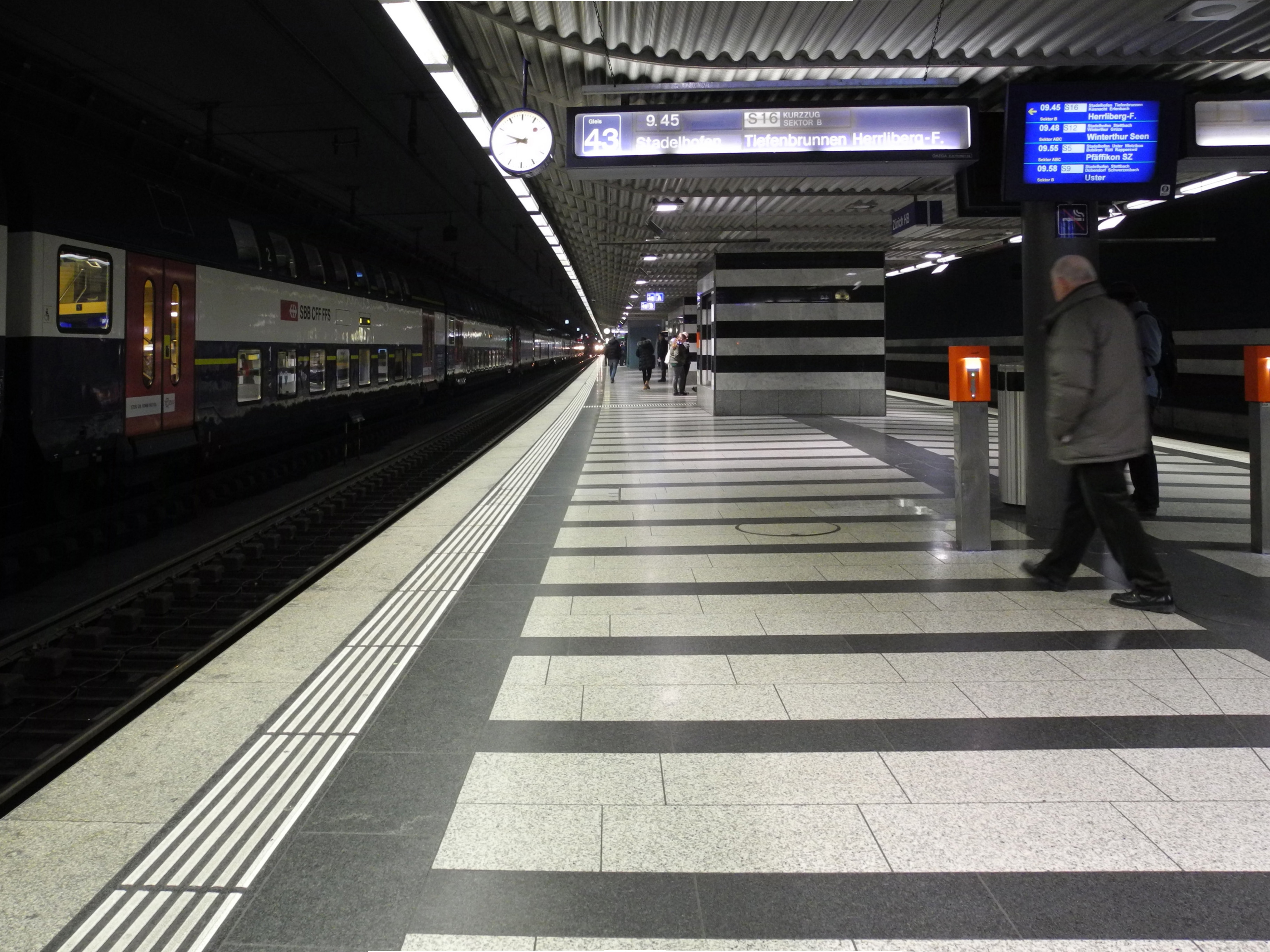
Платформи Музоїмштрассе (41-44)

Цюрих-Головний обслуговує понад 2900 поїздів щодня. 
 
У 2018 році він обслуговував у середньому 471 300 пасажирів кожного робочого дня. 
 
Потяги курсують з 05:00 до 01:00 протягом тижня. 
З вечора п'ятниці до ранку неділі потяги курсують цілий день і всю ніч у рамках ZVV Nachtnetz (нічна мережа).

### Колії
Станція має чотири окремі групи колій, або загалом 26 колій:
- Колії 3-18 є тупиковими, розташованими на рівні землі, обслуговуються двома береговими та сімома острівними платформами. Ними користуються поїзди далекого прямування з усієї Швейцарії та міжнародні поїзди, такі як EuroCity, Cisalpino, InterCityExpress і TGV.
- Колії 21 і 22 — підземні тупикові колії, що обслуговуються єдиною острівною платформою і розташовані на південній стороні станції. Ця платформа знана як Цюрих-Головний SZU і використовується поїздами S-Bahn SZU, які прямують на захід і південь до Ютліберга та долини Зіль.
- Колії 31-34 прокладені під землею, обслуговуються парою острівних платформ і розташовані на північ від колій 21 і 22. Ними курсують поїзди далекого прямування та S-Bahn, що курсують до станції Цюрих-Ерлікон через Вайнберзький тунель.
- Колії 41-44 прокладені під землею, обслуговуються парою острівних платформ і розташовані на північній стороні станції. Їх використовують поїзди S-Bahn, що курсують через Гіршенграбенський тунель  і станцію Цюрих-Штадельгофен.

### Міжнародні послуги
Наступні міжнародні рейси обслуговує Цюрих-Головний:
- Intercity-Express: чотири рейси в обидві сторони на день на лінії Цюрих — Баден[en] до Гамбург-Альтони та два рейси в обидві сторони в Кур.
- TGV Lyria[en]: п'ять пар рейсів на день по лінії Цюрих — Баден до Париж–Ліон.
- EuroCity:
  - Transalpin: одна пара рейсів на день залізницею Цюрих — Вінтертур[en] до Грац-Головний[en].
  - Десять поїздів на день через лівобережну лінію Цюрихського озера[en] до Болонья-Центральне[en], Генуя-П'яцца-Принчипі[en], Мілан-Центральний або Венеція-Санта-Лючія[en].
  - Шість пар рейсів  на день залізницею Цюрих — Вінтертур до Мюнхен-Головний.
  - Одна пара рейсів на день залізницею Цюрих — Баден до Гамбург-Альтона.
- InterCity: щогодинні рейси залізницею Цюрих — Вінтертур до Штутгарт-Головний.
- Railjet Express: чотири пари рейси на день через лівобережну лінію Цюрихського озера до Відня, Будапешта або Братислави.
- Nightjet/EuroNight:
  - Нічний потяг залізницею Цюрих — Баден до Амстердам-Центральний.
  - Нічний потяг через лівобережну лінію Цюрихського озера до Граца, Відня, Праги, Будапешта чи Загреба.

### Внутрішнє міжміське сполучення
Цюрих-Головний обслуговують міжміські рейси:
- EuroCity/InterCity: півгодинний рейс через лівобережну лінію Цюрихського озера до Лугано (EuroCity продовжує рух до Мілана).
- InterCity:
  - Щопівгодинне обслуговування на лініях Цюрих–Баден і Цюрих–Вінтертур між аеропортом Женеви/Лозанною та Роршахом[en].
  - Щогодинне сполучення залізницями Цюрих–Баденн і лівобережною лінією Цюрихського озера між Базелем SBB і Куром.
  - Щогодинне сполучення залізницями Цюрих–Баден до Лозанни.
  - Щогодинне сполучення залізницями Цюрих–Баден і Цюрих–Вінтертур між Бригом[en] і Романсгорном[en].
- InterRegio:
  - Щогодинне сполучення залізницею лівобережною лінією Цюрихського озера до Кур.
  - Щогодинне сполучення залізницею Цюрих–Баден і Цюрих–Вінтертур між Базельським SBB та аеропортом Цюриха.
  - Два потяги на годину залізницею Цюрих–Баден до Берна.
  - Щогодинне сполучення залізницею Цюрих–Баден до Базель SBB.
  - Щогодинне сполучення залізницею лівобережною лінією Цюрихського озера до Люцерна[en].
  - Щодвігодине сполучення через лівобережну лінію Цюрихського озера до Локарно[en].
- RegioExpress:
  - Щогодинне сполучення залізницею Цюрих–Баден до Шаффгаузена.
  - Щогодинне сполучення залізницею Цюрих–Баден до Аарау.

### Послуги S-Bahn
З моменту введення в експлуатацію Цюрих-Головний у травні 1990 року головний залізничний вокзал був центральним вузлом Цюрихської міської залізниці Штамнец (базова мережа). 
Таким чином, це вузлова точка, де є пересадки лінії S-Bahn S2, S3, S5, S6, S7, S8, S9, S12, S14, S15, S16, S19, S20, S21, S24 і S25, Sihltal Zürich Uetliberg Bahn (S4 і S10) та Цюрихського трамвая.